# Rochelia rectipes
Rochelia rectipes là loài thực vật có hoa trong họ Mồ hôi. Loài này được Stocks miêu tả khoa học đầu tiên năm 1852.